# Evangelina Moreno Guerra
Evangelina Moreno Guerra (Tijuana, Baja California, 9 de octubre de 1973) es una política mexicana, actualmente miembro del partido Movimiento Regeneración Nacional (Morena) y con anterioridad del Partido de la Revolución Democrática (PRD). Ha sido diputada al Congreso de Baja California y diputada federal de 2021 a 2024 y reelegida en el cargo de 2024 a 2027.

## Biografía
Evangelina Moreno es profesional técnico en Hotelería y Gastronomía por el Colegio Nacional de Educación Profesional Técnica (CONALEP). En 1990 se desempeñó como coordinadora de zona del Instituto Nacional de Estadística y Geografía (INEGI) en Tijuana, de 1990 a 1992 fue coordinadora de operaciones de la Compañía Nacional de Subsistencias Populares (CONASUPO), de 1992 a 1996 responsable de zona del Instituto Federal Electoral en Tijuana, y de 1996 a 1997 coordinadora de Capacitación Electoral del Instituto Estatal Electoral de Baja California.
En 1997 se afilió al PRD e inició su carrera política como militante del mismo, que la llevó a ocupar varios cargos en la estructura del partido, entre los que están consejera municipal y nacional, secretaria de Acción Electoral, y coordinadora general y de estructura; además, aspiro a ser dirigente municipal del partido en Tijuana y a una regiduría; y de 2005 a 2007 fue coordinadora estatal de la corriente interna Izquierda Democrática Nacional.
En 2015 renunció al PRD y se unió a Morena que en 2019 la postuló como candidata suplente a diputada local, siendo propietaria Carmen Leticia Hernández Carmona; fueron electas a la XXIII Legislatura del Congreso del Estado de Baja California en representación del distrito 9 local de Tijuana. El 19 de noviembre de 2020 falleció la diputada Hernández Carmona a causa de COVID-19, por lo que le correspondío asumir la diputación. Se desempeñó como presidenta de la comisión de Desarrollo Social y Asuntos indígenas; secretaria de la comisión de Energía y Recursos Hidráulicos; y vocal de las comisiones de Asuntos Fronterizos y Migratorios; de Educación, Cultura, Ciencia y Tecnología; de Salud; de Agricultura; de Ganadería; de Asuntos Portuarios y Pesca; de Medio Ambiente y Desarrollo Sustentable; de Derechos Humanos, Familia y Asuntos Religiosos; y de Asistencia Social y Deporte.
En 2021, fue candidata de la coalición Juntos Hacemos Historia a diputada federal por el Distrito 5 de Baja California; siendo electa para integrar la LXV Legislatura que terminará sus funciones en 2024. En dicha legislatura es secretaria de las comisiones de Asuntos Frontera Norte; y de Derechos Humanos; así como integrante de las comisiones de Presupuesto y Cuenta Pública; y de Transparencia y Anticorrupción. Se separó del cargo mediante licencia entre el 22 de marzo y el 11 de abril de 2022.
En las elecciones federales de 2024 fue postulada a la reelección en el mismo cargo y distrito por Morena; resultó elegida al recibir el 45.18% de los votos, frente al 27.71% de su opositor Alfonso Duarte Múgica de la coalición Fuerza y Corazón por México, para la LXVI Legislatura.

#### Reforma constitucional para la reducción de la jornada laboral en México (2023)
En 2023, se presentó en México una iniciativa de reforma constitucional para reducir la jornada laboral de 48 a 40 horas semanales, promovida principalmente por la entonces diputada federal Susana Prieto Terrazas. La propuesta, que buscaba beneficiar a los trabajadores, avanzó en el proceso legislativo hasta obtener dictamen. Sin embargo, antes de su votación en el pleno, el entonces diputado Sergio Carlos Gutiérrez Luna —según denuncias públicas— recibió instrucciones para congelar el trámite, lo que impidió su aprobación.
El Frente Nacional por las 40 Horas, colectivo que impulsaba la reforma, acusó a la activista Evangelina Moreno Guerra de haber heredado la consigna de la reducción horaria bajo presuntas condiciones políticas. Según versiones de dicho frente, Moreno Guerra habría condicionado su apoyo a la iniciativa a cambio de promoción para su candidatura política, aunque posteriormente se alineó con posturas del sector empresarial. Asimismo, el frente denunció que Moreno intentó marginar las voces independientes, incluidas las de su propia organización.
La controversia en torno a esta reforma reflejó las tensiones entre grupos laborales, el sector patronal y los intereses políticos en el Congreso mexicano.